# Hornschuchia lianarum
Hornschuchia lianarum är en kirimojaväxtart som beskrevs av David Mark Johnson och Nancy A. Murray. Hornschuchia lianarum ingår i släktet Hornschuchia och familjen kirimojaväxter. Inga underarter finns listade i Catalogue of Life.